# تاريخ الفصل الكهربائي
بدأ تاريخ رحلان كهربائي (بالانجليزية: History of electrophoresis) فعليا مع أرني تيسيليوس في عام 1931، ومع عمليات الفصل الجديدة، وتقنيات التحليل الكيميائي المتعدده علي الرحلان الكهربائي، والتي استمرت في تطورها خلال القرن الحادي والعشرين. قام تيسيليوس بدعم من مؤسسة روكفلر بتطوير «جهاز تيسيليوس» (بالانجليزية: Tiselius apparatus) للرحلان الكهربائي متحرك الحدود (بالانجليزية:moving boundary electrophoresis)و التي تم وصفها عام 1937 في صحيفه معروفه بأنها «جهاز جديد للتحليل الكهربي للخلائط الغروية»
انتشرت الطريقة ببطء حتى ظهور طرق فعاله في الاربعنات والخمسنات من القرن العشرين والتي تستخدم ورقة ترشيح، أو مادة الجلي الهلامي كوسيله دعم، فبنهايات الخمسينات ومع التطور المتزايد في اساليب الرحلان كهربائي هلامي جعلت من الممكن فصل الجزيئات البيولوجية على أساس الفروق الدقيقة الفيزيائية والكيميائية والذي ساهم بدوره في الارتقاء بالبيولوجيا الجزيئة. أصبح الفصل رحلان كهربي هلامي(بالانجليزية: gel electrophoresis) والتقنيات الاخري المرتبطة بها هي الأساس لمجموعة واسعة من الأساليب الكيميائية الحيوية، مثل بصمات البروتين (بالانجليزية: protein fingerprinting)، ولطخة ويسترن(بالانجليزية: Southern blot)، وتسلسل الحمض النووي (بالانجليزية: DNA sequencing)، والكثير غيرها.

## الرحلان كهربائي قبل تيليسوس
يرجع بداية العمل في أساسيات الرحلان كهربائي إلي القرن التاسع عشر والذي اعتمد علي قوانين فاراداي في التحليل الكهربائي، والذي تم اقتراحها في القرن الثامن عشر وغيرها من علوم الكيمياء كهربائية في ذلك الوقت المبكر. كما ان التجارب التي قام بها كلا من يوهان فيلهلم هتورف، وفالتر نيرنست، وفريدريش كولراوش لقياس خصائص وسلوك الأيونات الصغيرة التي تتحرك خلال المحاليل المائية تحت تاثير حقل كهربائي، أدى إلى وصف رياضي عام لالكيمياء الكهربائية في المحاليل الكهربية. كما قام كولراوش بابتكار معادلات لتركيزات مختلفة من الجسيمات المشحونة والتي تتحرك خلال المحاليل بما في ذلك الحدود الفاصلة المتحركة للجزيئات المهاجرة ومع بداية القرن العشرين، وجد الكيميائيون الكهربائيون أن هذه الحدود المتحركة للجزيئات المشحونة يمكن أن تنشأ باستخدام أنابيب زجاجية على شكل حرف u . وقد تم تطوير طرق الكشف البصري للحدود المتحركة في السوائل بواسطه أغسطس توبلر في 1860 والذي اعتمد علي قياس الظلال أو التغيرات الطفيفة في الخصائص البصريه في المحاليل الغير متجانسة. هذه الطريقة جنبا إلى جنب مع الأساليب النظرية والتجريبية لإنشاء وتحليل الحدود المتحركة المشحونة تشكل الأساس لتيليسيوس في الرحلان كهربائي متحرك الحدود (بالانجليزية: moving boundary electrophoresis)

## تطوير وانتشار جهاز تيليسيوس
تمكن الجهاز الذي صممه أرني تيسيليوس من استخدام العديد من التطبيقات الجديدة المعتمدة علي الرحلان كهربائي في تحليل الخلائط الكيميائية. وكان تطويرها بتمويل كبير من مؤسسة روكفلر وامتدادا لدرسات الدكتوراه التي قام بها تيليسيوس ومع المزيد من المساعدة من مؤسسة روكفلر، تم بناء جهاز تيسيليوس الباهظ الثمن في عدد من المراكز الرئيسية للبحوث الكيميائية.

## النهضة في مجال الرحلان الكهربائي
بنهاية الأربعينات من القرن العشرين تم ابتكار طرق جديدة لمعالجة بعض أوجه القصور في جهاز تيسيليوس، والذي لم يكن قادرا على الفصل التام للمركبات المتشابه كهربيا، فبدلاً من استخدام جزيئات مشحونة تتحرك بحرية خلال المحاليل، تم استخدام مواد صلبة أو هلامية لفصل المركبات في نطاقات منفصلة ومستقرة، والتي أطلق عليها تيليسيوس الرحلان مناطقي (بالانجليزية: zone electrophoresis). في عام 1950، وجد الرحلان المناطقي (بالانجليزية:zone electrophoresis) تطبيقاً واسع المدي في الكيمياء الحيوية بعد أن قدم اوليفر سميثيز النشا الهلامي كركيزة كهربية في الانتقال الكهربي وذلك في عام 1955، استخدام النشا الهلامي والبوليكرلميد (بالانجليزية: polyacrylamide) وغيرها من المواد الهلاميه، مكننا من الفصل الفعال لالبروتينات، مما جعل من الممكن مع تكنولوجيا بسيطة نسبيا تحليل مخاليط البروتين المعقدة، وتحديد الاختلافات الدقيقة في البروتينات ذات الصلة.

## تطبيقات واسعه المدى
منذ عام 1950، تنوعت اساليب الرحلان كهربائي بشكل كبير كما تطورت العديد من الأساليب والتطبيقات الجديدة، والتي لا تزال قيد التطوير فعلى سبيل المثال الانجذاب الكهربي (بالانجليزية: Affinity electrophoresis)، هجره كهربيه شعريه (بالانجليزية: Capillary electrophoresis)، اليكتروبلوتنج (بالانجليزية: Electroblotting)، الفحص الكهربي الانتقالي المتحول (بالانجليزية: Electrophoretic mobility shift assay)، رحلان متسق السرعة)بالانجليزية:Isotachophoresis)، رحلان الكهربائي نابض المجال (بالانجليزية: Pulsed-field gel electrophoresis)، تحريض كهربائي (بالانجليزية:Preparative electrophoresis)